# بيخان قشلاقي
بيخان قشلاقي هي قرية في مقاطعة مشكين شهر، إيران. في تعداد عام 2006، لوحظ وجودها، ولكن لم يتم الإبلاغ عن سكانها.